# ۸اکس۸
۸اکس۸ (انگلیسی: 8x8) شرکت فناوری اطلاعات آمریکایی است، که در سال ۱۹۸۷ تأسیس شد.